# Wascapsule

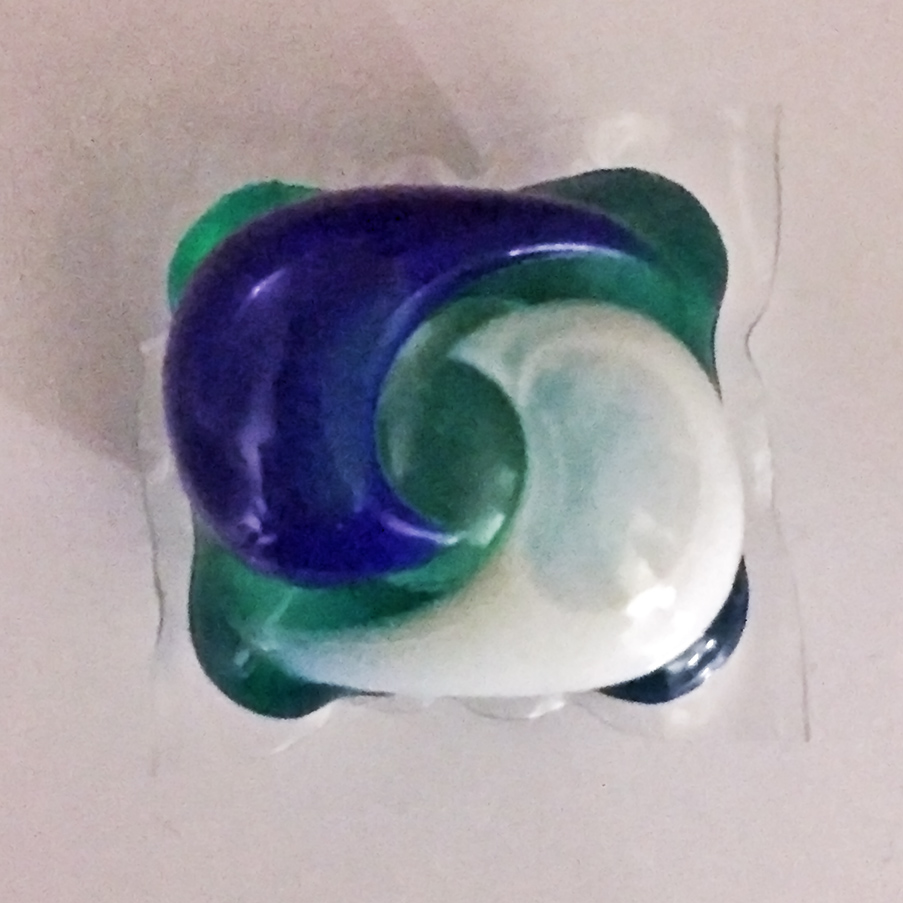
Een veelkleurige wascapsule

Een wascapsule (ook wel aangeduid met het Engelse woord pod) is een capsule van in water oplosbaar materiaal waarin zich een hoeveelheid wasmiddel bevindt die voldoende is voor een wasbeurt.
De capsules werden door Procter & Gamble geïntroduceerd in februari 2012. Het omhulsel is vervaardigd van polyvinylalcohol of een daaraan verwante stof die oplost wanneer de capsule met water in contact komt. De inhoud bestaat uit geconcentreerd vloeibaar wasmiddel. 
Het voordeel boven waspoeder of vloeibaar wasmiddel is de eenvoudige dosering. Een nadeel is dat de capsules vochtvrij bewaard dienen te worden. Ook moeten de capsules buiten bereik van kinderen worden bewaard, omdat de vaak meerkleurige capsules gemakkelijk verward kunnen worden met snoepgoed.

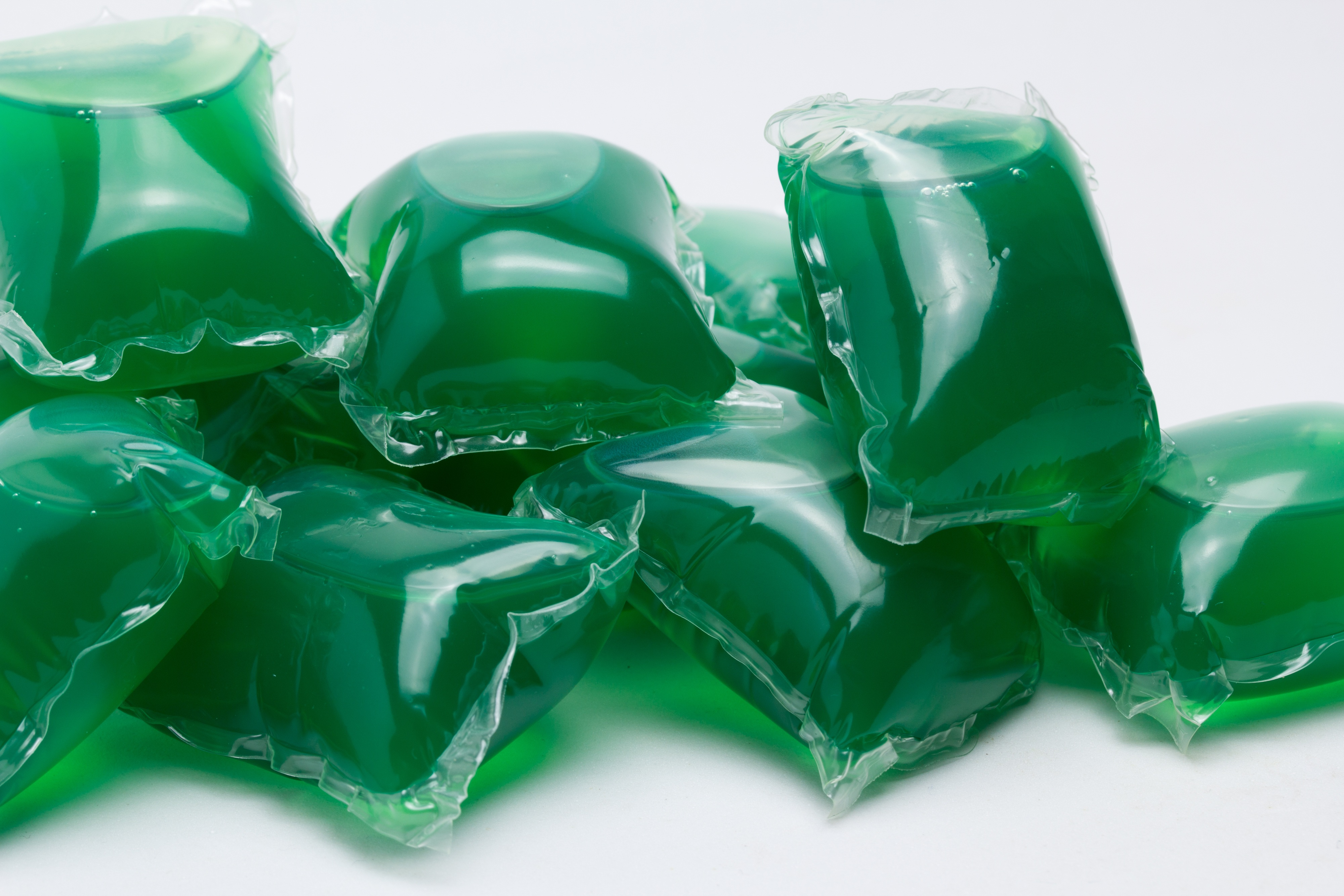
Wascapsules